# 欣頓列車相撞事故
欣頓列車相撞事故（英語：Hinton train collision），是一起於1986年2月8日發生的鐵路意外事件，事發地點位於加拿大亞伯達省欣頓鎮境內。

## 類似意外
- 韋厄利特鎮鐵路事故（英语：Violet Town railway disaster）
- 瀑布列車事故（英语：Waterfall train disaster）
- 2008年查茨沃思火車相撞事故